# Måssten
Måssten är en ö i Singö socken, Norrtälje kommun.
Måssten omtalas i ett brev från 1429 då skäret tillhörde byn Tranvik på Singö, men redan 1484 omtvistades rätten till fisket. År 1579 hävdade Östhammarsborna att rätten tillhörde kronan och var fritt även för dem. År 1628 gavs rätten till fiske här till den nygrundade staden Norrtälje, vilket ledde till fortsatta konflikter om rätten till fisket. Från 1600-talet höll Tranviksborna även boskap på ön. Under 1600-talet fick Tranviksborna rätt att ta upp arrende från de stadsborgare som fiskade runt ön. En karta från 1640-talet visar att där då fanns 11 bodar. Ofta bodde fiskarna på ön under sommarhalvåret när fisket pågick som intensivast. Det typiska utskärsfisket efter strömming upphörde 1903, även om annat fiske fortsatte runt ön.
En lotsuppassningsstation fanns från 1724 till 1880-talet på ön.